# Museu de História e Tecnologia do Algodão
O Museu de História e Tecnologia do Algodão ou simplesmente Museu do Algodão é um museu situado na cidade paraibana de Campina Grande que visa principalmente guardar a memória da cultura do algodão no estado da Paraíba.
É localizado no prédio onde funcionava a velha estação ferroviária de Campina Grande, inaugurada em 1907. O museu, por sua vez, foi inaugurado em 30 de outubro de 1908
O acervo do museu é composto por fotos antigas da época, além de objetos históricos como uma grande máquina de calcular da década de 20, uma máquina que "trincava" os bilhetes de trem, um arado, uma descaroçadora, um fiador, uma meadeira, uma grande régua que media a altura dos pés, uma máquina de costura, uma vitrola a manivela, uma retorcedeira, entre outros objetos antigos.
Em 2001, o museu passou por um processo de restauração e de expansão do acervo, que só foi possível devido a um empréstimo de equipamentos e máquinas feito com a EMBRAPA – Setor Algodão (Empresa Brasileira de Pesquisa Agropecuária).

## História
Inaugurado na década de 1970, época em que o algodão, conhecido como "ouro branco", ergueu a economia local. O museu, cujo nome oficial é Museu de História e Tecnologia do Algodão, foi criado graças ao Projeto de Lei n° 24/73, de 13 de fevereiro de 1973, iniciativa da vereadora Maria Lopes Barbosa.  Meses depois, em outubro, ocorreu a inauguração na gestão prefeito Evaldo Cavalcanti Cruz.
Além de memórias do Ciclo do Algodão o museu também guarda o Memorial do Trem e a Galeria de Artes Isaías do Ó. Campina Grande foi a segunda maior exportadora de "ouro branco" do mundo, perdendo o primeiro posto apenas para Liverpool, na Inglaterra.